# Pseuderanthemum katangense
Pseuderanthemum katangense är en akantusväxtart som beskrevs av Champl.. Pseuderanthemum katangense ingår i släktet Pseuderanthemum och familjen akantusväxter. Inga underarter finns listade i Catalogue of Life.